# سلسله چاولوکیا

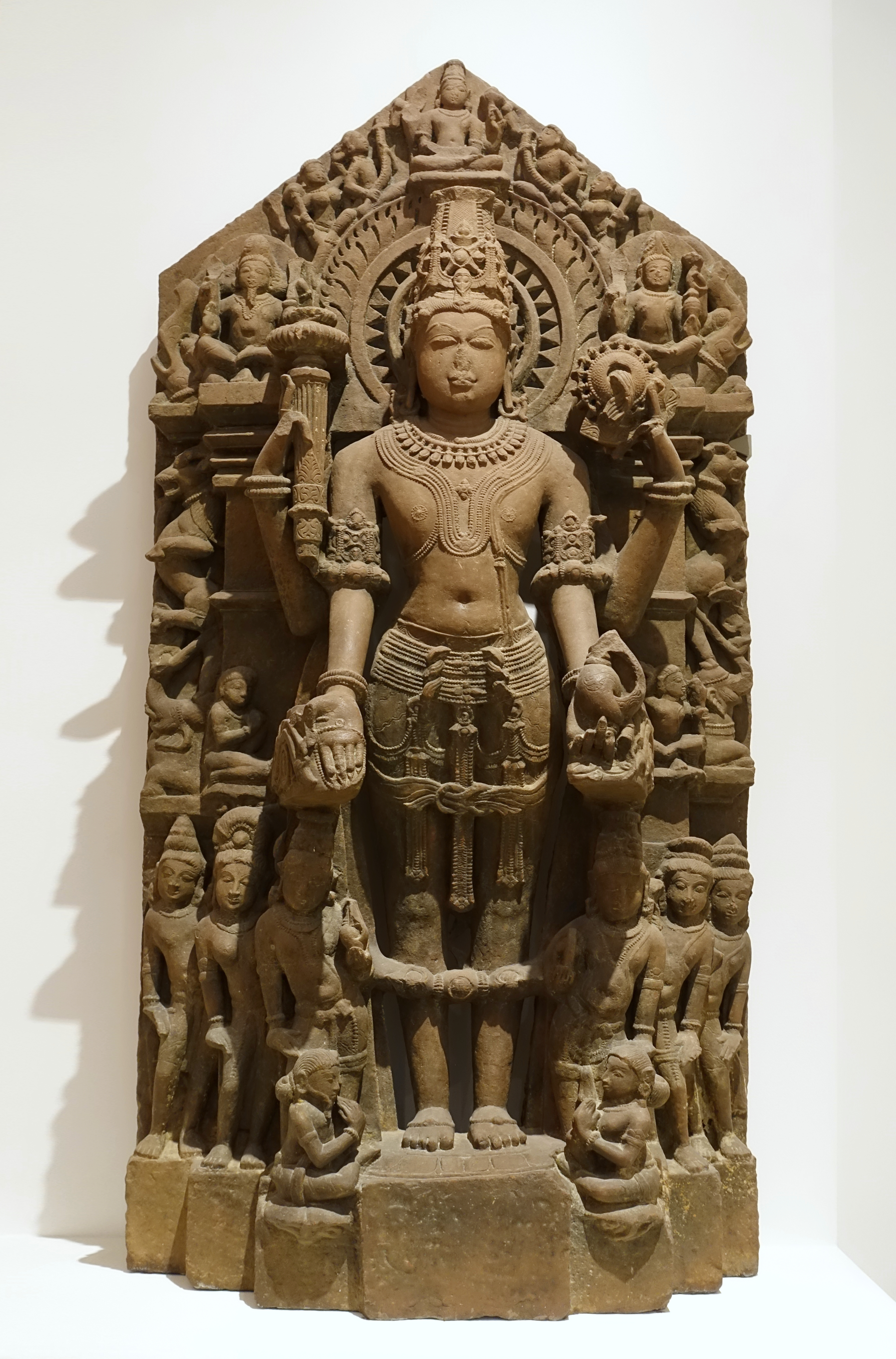
نمایی از تندیس ویشنو و مریدانش، یافت‌شده در گجرات، هند، مرتبط با سلسلهٔ چاولوکیا. اثر ۱۰۲۶ میلادی. این تندیس در موزه هنر دالاس قراردارد. (۲۰۱۷)

سلسله چاولوکیا (انگلیسی: Chaulukya dynasty) سلسله‌ای بود که بر بخش‌هایی از گجرات و راجستان کنونی که از ۹۴۰ میلادی و بعد از میلاد مسیح. ۱۲۴۴ م در شمال غربی هند حکومت می‌کردن. پایتخت آنها در پتان (گجرات) (پاتان امروزی) قرار داشت.